# Judo na Igrzyskach Azjatyckich 2010
Judo na Igrzyskach Azjatyckich 2010 odbyło się w dniach 13 - 16 listopada w Kantonie. W zawodach wystąpiło 231 judoków z 32 państw. Judo zostało rozegrane po raz siódmy w historii igrzysk azjatyckich. W tabeli medalowej tryumfowali Japończycy, którzy wygrali siedem konkurencji. Rywalizacja przebiegała w hali Huagong Gymnasium. 

## Rezultaty

### Mężczyźni
| Konkurencja: | 1. miejsce         | 2. miejsce                        | 3. miejsce                            |
| –60 kg       | Rishod Sobirov     | Hiroaki Hiraoka                   | Alamusi Choi Min-ho                   |
| –66 kg       | Kim Joo-jin        | Mirzokhid Farmonov                | Junpei Morishita Hong Kuk-hyon        |
| –73 kg       | Hiroyuki Akimoto   | Wang Ki-chun                      | Navroʻz Joʻraqobilov Rasul Bokijew    |
| –81 kg       | Kim Jae-bum        | Isłam Bozbajew Masahiro Takamatsu | wakat                                 |
| –90 kg       | Takashi Ono        | Dilshod Choriyev                  | Tseng Han-chieh Lee Kyu-won           |
| –100 kg      | Hwang Hee-tae      | Takamasa Anai                     | Maksim Rakow Ramziddin Sayidov        |
| +100 kg      | Kim Soo-whan       | Abdullo Tangriyev                 | Daiki Kamikawa Mohammad Rudaki        |
| open         | Kazuhiko Takahashi | Mohammad Rudaki                   | Munkhbaatar Khadbaatar Utkir Kurbanov |

### Kobiety
| Konkurencja: | 1. miejsce      | 2. miejsce            | 3. miejsce                               |
| –48 kg       | Wu Shugen       | Tomoko Fukumi         | Chung Jung-yeon Bat-Erdene Baljinnyam    |
| –52 kg       | Misato Nakamura | Mönchbaataryn Bundmaa | An Kum-ae He Hongmei                     |
| –57 kg       | Kaori Matsumoto | Kim Jan-di            | Lien Chen-ling Tümen-Odyn Battögs        |
| –63 kg       | Yoshie Ueno     | Wang Chin-fang        | Kong Ja-young Kim Su-gyong               |
| –70 kg       | Hwang Ye-sul    | Sol Kyong             | Cend-Ajuuszijn Narandżargal Chen Fei     |
| –78 kg       | Jeong Gyeong-mi | Akari Ogata           | Yang Xiuli Galija Ulmentajewa            |
| +78 kg       | Mika Sugimoto   | Qin Qian              | Kim Na-young Gülżan Isanowa              |
| open         | Liu Huanyuan    | Kim Na-young          | Megumi Tachimoto Dordżgotowyn Cerenchand |

### Tabela medalowa zawodów
| Poz.    | Państwo          |    |    |    |    |
| ------- | ---------------- | -- | -- | -- | -- |
| 1.      | Japonia          | 7  | 5  | 3  | 15 |
| 2.      | Korea Południowa | 6  | 3  | 5  | 14 |
| 3.      | Chiny            | 2  | 1  | 4  | 7  |
| 4.      | Uzbekistan       | 1  | 3  | 3  | 7  |
| 5.      | Mongolia         | 0  | 1  | 5  | 6  |
| 6.      | Kazachstan       | 0  | 1  | 3  | 4  |
| 6.      | Korea Północna   | 0  | 1  | 3  | 4  |
| 8.      | Chińskie Tajpej  | 0  | 1  | 2  | 3  |
| 9.      | Iran             | 0  | 1  | 1  | 2  |
| 10.     | Tadżykistan      | 0  | 0  | 1  | 1  |
| Łącznie | Łącznie          | 16 | 17 | 30 | 63 |